# Feel the Noise
 Feel the Noise és una pel·lícula estatunidenca dirigida per Alejandro Chomski el 2007.

## Argument
Un jove originari del Sud del Bronx, Rob (Omarion Grandberry) somia esdevenir rapper. Per un grup que l'empaita, ha de marxar i amagar-se a Puerto Rico on troba el seu pare (Giancarlo Esposito), que no coneixia, i el seu germanastre Javi (Victor Rasuk) i descobreix un nou estil musical prop del seu: el reggaeton. Rob i Javi es troben en un punt comú: la seva passió per la música.

## Repartiment
- Omarion Grandberry: Rob
- Giancarlo Esposito: Roberto
- Victor Rasuk: Javi
- Melonie Diaz: Mimi
- James McCaffrey: Jeffrey Skyler
- Meredith Ostrom: Noelia
- Charles Duckworth: Nodde
- Pras: Electric
- Zulay Henao: Carol "CC" Reyes
- Cisco Reyes: Pito
- Dennis Funny: un membre del grup
- Shydel James: un membre del grup

## Rebuda
- N'hi ha molt, sota la superfície de " Feel the Noise ", més que suggereix el seu títol genèric. L'ambientació és fascinant; el melodrama - sobre les tribulacions d'un artista en ascens - menys.[1]
- Els personatges es coreografien a batecs de reggaeton en un territori familiar a " Feel the Noise ", un drama musical amb molta menys substància que d'altres: banalitats narratives i diàlegs atapeïts de clixés, només aconsegueix bategar amb les actuacions musicals i les seqüències de dansa modestament vaporoses.[2]